# Akwarium publiczne w Porcie Nagoya

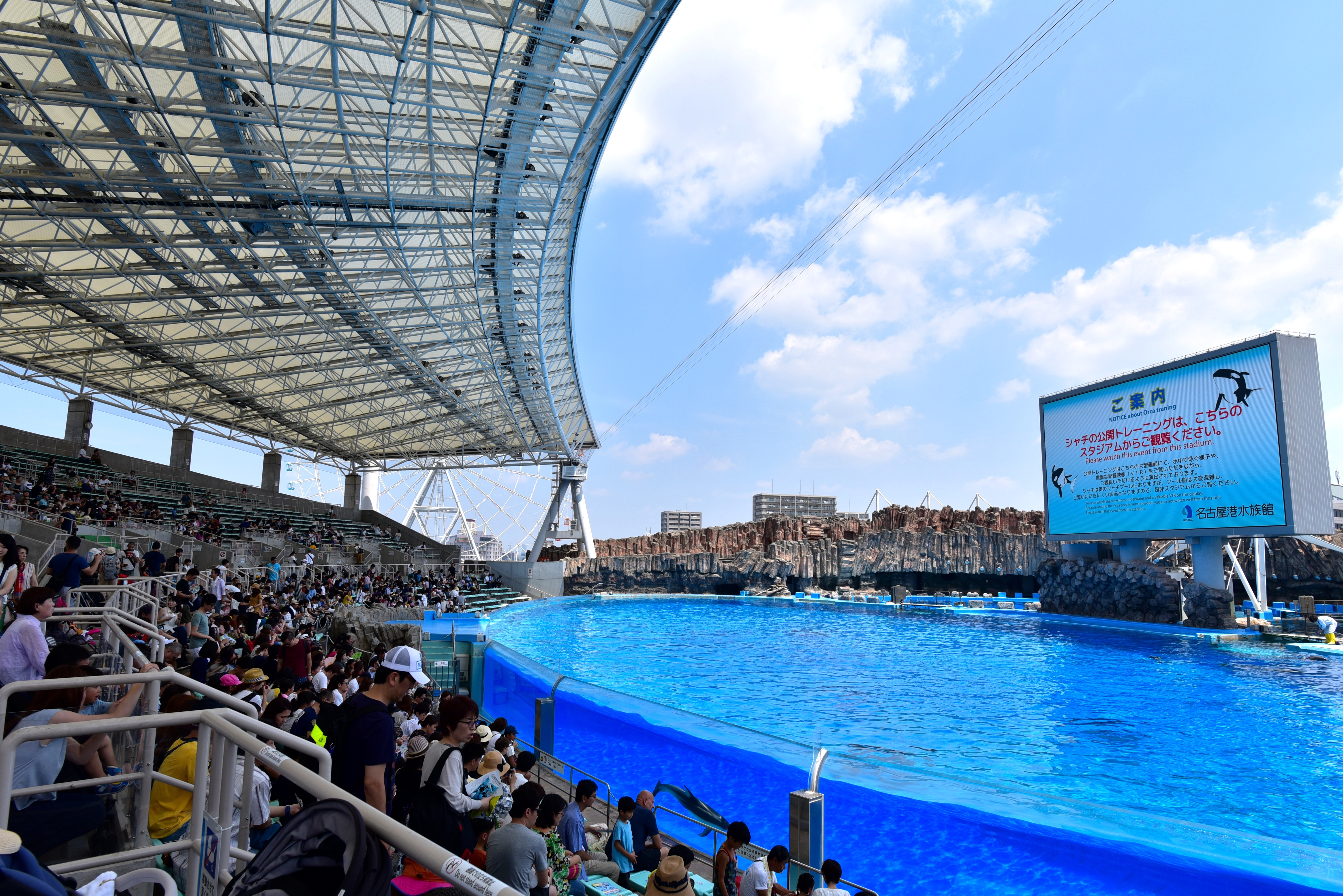
Basen delfinów

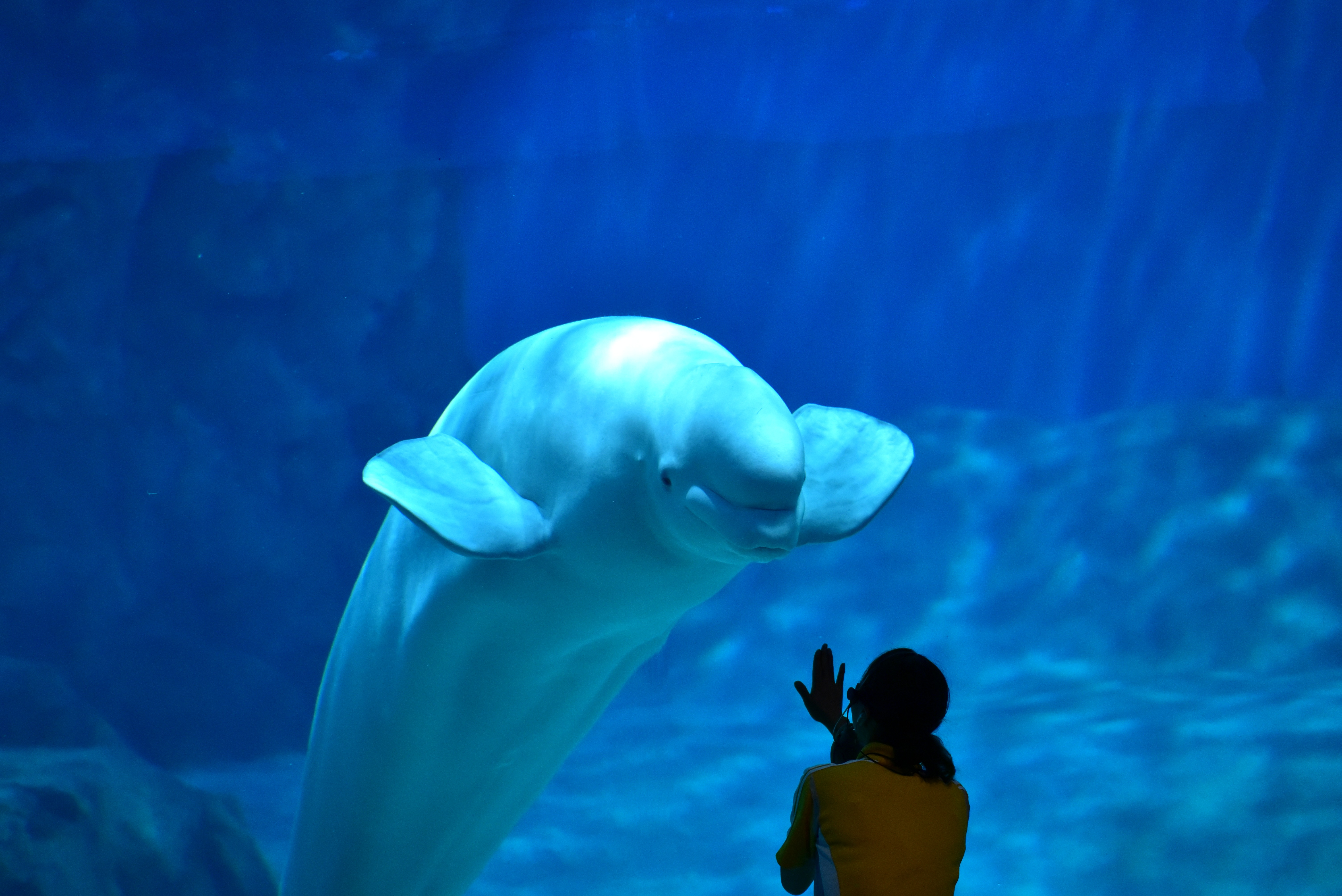
Białucha

Akwarium publiczne w Porcie Nagoya (jap. 名古屋港水族館 nagoyakō suizokukan) – akwarium publiczne w prefekturze Aichi w Japonii.

## Orki

### Kū
Od 2003 w akwarium trzymano orkę o imieniu Kū (jap. クー) wypożyczoną z innego akwarium, przebywała w akwarium aż do śmierci 19 września 2008.

### Nami
W 2010 roku akwarium nabyło orkę o imieniu Nami (jap. ナミちゃん nami-chan), która miała mieszkać w akwarium na stałe i brać udział w pokazach.  Nami zmarła wkrótce po przybyciu i debiucie w akwarium 14 stycznia 2011.

### Bingo i Stella
Na styczeń/luty 2011 zaplanowano transport do akwarium dwóch osobników, samca i samicę, Bingo and Stellę, na pięcioletnie wypożyczenie z Kamogawa Seaworld w prefekturze Chiba. Dwie dorosłe orki przybyły 16 grudnia 2011 statkiem z Kamogawa Sea World. Ich córka Ran 2 została przewieziona w ciężarówce dzień wcześniej, 15 grudnia 2011. 13 listopada 2012 Stella urodziła młode, Lynn.
Bingo zmarł 2 sierpnia 2014 po chorobie. Stella do dziś żyje i nadal znajduje się w Nagoi ze swoim potomstwem.

## Dojazd
Akwarium jest blisko stacji Nagoyakō, metra w Nagoi, linia Meikō.